# Viktor Axelsen
Viktor Axelsen (Odense, 4 de janeiro de 1994) é um jogador de badminton dinamarquês.

## Carreira
Axelsen representou seu país nos Jogos Olímpicos de Verão de 2016, conquistando a medalha de bronze no individual contra o Lin Dan. Em 2017, ganhou seu primeiro ouro do Campeonato Mundial, quando venceu novamente o Lin por 22-20 e 21-16 na decisão.
Nas Olimpíadas de 2020, obteve o título no simples masculino, derrotando Chen Long na final por 2–0 em games (21-15 e 21-12). Em 2022, conquistou seu segundo ouro do Mundial depois de vencer o Kunlavut Vitidsarn na decisão por 21-5 e 21-16.